# Malynský rajón
Malynský rajón (ukrajinsky Малинський район) byl rajón v Žytomyrské oblasti na Ukrajině. Hlavním městem byl Malyn a rajón měl přibližně 19 tisíc obyvatel. 

## Sídla v rajónu
- Čopovyči
- Hranitne
- Malyn